# Tyler Wright (hockey sur glace)
Pour les articles homonymes, voir Tyler Wright et Wright.
Tyler Wright (né le 6 avril 1973 à Kamsack dans la Saskatchewan) est un joueur canadien professionnel de hockey sur glace.

## Carrière en club
Tyler Wright a commencé sa carrière en jouant en 1989-1990 dans la Ligue de hockey de l'Ouest pour les Broncos de Swift Current. Deux saisons plus tard, il est choisi par les Oilers d'Edmonton en première ronde du repêchage d'entrée dans la Ligue nationale de hockey (12e choix).
Il ne joue pas immédiatement dans la LNH mais continue dans son équipe junior avant de faire ses débuts en LNH en 1992. Par la suite, il est affecté à l'équipe ferme de la franchise des Oilers : les Oilers du Cap-Breton de la Ligue américaine de hockey.
En 1996, il rejoint les Penguins de Pittsburgh de la LNH mais joue pour leur équipe associée : les Lumberjacks de Cleveland de la Ligue internationale de hockey.
Il restera dans la franchise jusqu'en 2000, où il rejoint les Blue Jackets de Columbus (nouvelle franchise à la suite de l'expansion de la ligue). Entre-temps, il aura joué pour les Penguins de Wilkes-Barre/Scranton et en aura été le premier capitaine (saison 1999-2000).
Lors de la saison 2004-2005, Il rejoint le HC Bienne (deuxième division suisse (NLB)).
Le 15 novembre 2005, il rejoint les Mighty Ducks d'Anaheim avec François Beauchemin en échange de Sergueï Fiodorov et un cinquième tour de repêchage.
Il annonça son retrait de la compétition à l'été 2007. Les Blue Jackets de Columbus lui ont alors offert un poste d'entraîneur du développement des jeunes joueurs de la formation.

## Statistiques
Pour les significations des abréviations, voir Statistiques du hockey sur glace.
| Saison     | Équipe                            | Ligue      |     | Saison régulière | Saison régulière | Saison régulière | Saison régulière | Saison régulière |   | Séries éliminatoires | Séries éliminatoires | Séries éliminatoires | Séries éliminatoires | Séries éliminatoires |
| Saison     | Équipe                            | Ligue      | PJ  | B                | A                | Pts              | Pun              | PJ               | B | A                    | Pts                  | Pun                  |                      |                      |
| 1989-1990  | Broncos de Swift Current          | LHOu       | 67  | 14               | 18               | 32               | 119              |                  |   |                      |                      |                      |                      |                      |
| 1990-1991  | Broncos de Swift Current          | LHOu       | 66  | 41               | 51               | 92               | 157              | 3                | 0 | 0                    | 0                    | 6                    |                      |                      |
| 1991-1992  | Broncos de Swift Current          | LHOu       | 63  | 36               | 46               | 82               | 295              | 8                | 2 | 5                    | 7                    | 16                   |                      |                      |
| 1992-1993  | Broncos de Swift Current          | LHOu       | 37  | 24               | 41               | 65               | 76               | 17               | 9 | 17                   | 26                   | 49                   |                      |                      |
| 1992-1993  | Oilers d'Edmonton                 | LNH        | 7   | 1                | 1                | 2                | 19               |                  |   |                      |                      |                      |                      |                      |
| 1993-1994  | Oilers du Cap-Breton              | LAH        | 65  | 14               | 27               | 41               | 160              | 5                | 2 | 0                    | 2                    | 11                   |                      |                      |
| 1993-1994  | Oilers d'Edmonton                 | LNH        | 5   | 0                | 0                | 0                | 4                |                  |   |                      |                      |                      |                      |                      |
| 1994-1995  | Oilers du Cap-Breton              | LAH        | 70  | 16               | 15               | 31               | 184              |                  |   |                      |                      |                      |                      |                      |
| 1994-1995  | Oilers d'Edmonton                 | LNH        | 6   | 1                | 0                | 1                | 14               |                  |   |                      |                      |                      |                      |                      |
| 1995-1996  | Oilers du Cap-Breton              | LAH        | 31  | 6                | 12               | 18               | 158              |                  |   |                      |                      |                      |                      |                      |
| 1995-1996  | Oilers d'Edmonton                 | LNH        | 23  | 1                | 0                | 1                | 33               |                  |   |                      |                      |                      |                      |                      |
| 1996-1997  | Lumberjacks de Cleveland          | LIH        | 10  | 4                | 3                | 7                | 34               | 14               | 4 | 2                    | 6                    | 44                   |                      |                      |
| 1996-1997  | Penguins de Pittsburgh            | LNH        | 45  | 2                | 2                | 4                | 70               |                  |   |                      |                      |                      |                      |                      |
| 1997-1998  | Penguins de Pittsburgh            | LNH        | 82  | 3                | 4                | 7                | 112              | 6                | 0 | 1                    | 1                    | 4                    |                      |                      |
| 1998-1999  | Penguins de Pittsburgh            | LNH        | 61  | 0                | 0                | 0                | 90               | 13               | 0 | 0                    | 0                    | 19                   |                      |                      |
| 1999-2000  | Penguins de Wilkes-Barre/Scranton | LAH        | 25  | 5                | 15               | 20               | 86               |                  |   |                      |                      |                      |                      |                      |
| 1999-2000  | Penguins de Pittsburgh            | LNH        | 50  | 12               | 10               | 22               | 45               | 11               | 3 | 1                    | 4                    | 17                   |                      |                      |
| 2000-2001  | Blue Jackets de Columbus          | LNH        | 76  | 16               | 16               | 32               | 140              |                  |   |                      |                      |                      |                      |                      |
| 2001-2002  | Blue Jackets de Columbus          | LNH        | 77  | 13               | 11               | 24               | 100              |                  |   |                      |                      |                      |                      |                      |
| 2002-2003  | Blue Jackets de Columbus          | LNH        | 70  | 19               | 11               | 30               | 113              |                  |   |                      |                      |                      |                      |                      |
| 2003-2004  | Blue Jackets de Columbus          | LNH        | 68  | 9                | 9                | 18               | 63               |                  |   |                      |                      |                      |                      |                      |
| 2004-2005  | HC Bienne                         | LNB        | 7   | 3                | 4                | 7                | 4                | 12               | 8 | 8                    | 16                   | 44                   |                      |                      |
| 2005-2006  | Blue Jackets de Columbus          | LNH        | 18  | 0                | 4                | 4                | 20               |                  |   |                      |                      |                      |                      |                      |
| 2005-2006  | Mighty Ducks d'Anaheim            | LNH        | 25  | 2                | 2                | 4                | 31               |                  |   |                      |                      |                      |                      |                      |
| 2006-2007  | HC Bâle                           | LNA        | 4   | 0                | 0                | 0                | 4                |                  |   |                      |                      |                      |                      |                      |
| Totaux LNH | Totaux LNH                        | Totaux LNH | 613 | 79               | 70               | 149              | 854              | 30               | 3 | 2                    | 5                    | 40                   |                      |                      |